# WASP ネットワーク
『WASP ネットワーク』（ワスプ ネットワーク、Wasp Network）は2019年のスペイン・ブラジル・フランスのスリラー映画。監督はオリヴィエ・アサイヤス、出演はペネロペ・クルスとエドガー・ラミレスなど。フェルナンド・モライスが2011年に発表したノンフィクション『Os Últimos Soldados da Guerra Fria』を原作としている。
本作は日本国内で劇場公開されなかったが、2020年6月19日からNetflixで配信される予定である。

## ストーリー
1990年代前半、キューバはソ連崩壊のあおりを受けて深刻な不況に陥っていた。そんなある日、パイロットのレネ・ゴンザレスは家族をキューバに残したまま、アメリカのマイアミへと向かった。妻のオルガは困惑するばかりだったが、レネにはどうしてもそうしなければならない理由があった。当時、マイアミでは、亡命したキューバ人たちがカストロ政権打倒のために様々な活動を行っていた。レネは亡命者を装って反キューバ組織に潜入し、諜報活動を通して愛する祖国と同胞たちを救おうとしたのであった。

## キャスト
- オルガ・ゴンザレス: ペネロペ・クルス
- レネ・ゴンザレス: エドガー・ラミレス
- フアン・パブロ・ロケ: ワグネル・モウラ
- ゲラルド・ヘルナンデス: ガエル・ガルシア・ベルナル
- アナ・マガリタ・マルティネス: アナ・デ・アルマス
- ホセ・バスルト: レオナルド・スバラーリャ

## 製作
2017年4月6日、オリヴィエ・アサイヤス監督がフェルナンド・モライスの小説『Os Últimos Soldados da Guerra Fria』の映画化に着手したとの報道があった。2018年5月、ペドロ・パスカルとエドガー・ラミレスの出演が決まった（パスカルは結局出演しなかった）。9月、ペネロペ・クルス、ワグネル・モウラ、ガエル・ガルシア・ベルナルが本作に出演することになった。12月14日、アドリア・アルホナが本作の出演交渉に臨んでいると報じられたが、交渉は不首尾に終わった。2019年2月、アナ・デ・アルマスがキャスト入りした。

### 撮影・音楽
本作の主要撮影は2019年2月18日にキューバで始まり、同年5月4日に終了した。本作はキューバのスパイ活動を扱った作品であったため、製作チームは同地での撮影許可を得るのに苦労した。撮影中、一行はキューバ当局に監視されており、突然退去を命じられるかもしれないという不安の中で撮影を行ったのだという。
2019年8月27日、エドゥアルド・クルスが本作で使用される楽曲を手掛けるとの報道があった。

## 公開・マーケティング
2019年9月1日、本作は第76回ヴェネツィア国際映画祭でプレミア上映された。9日には第44回トロント国際映画祭で、10月31日には第32回東京国際映画祭での上映が行われた。2020年1月17日、Netflixが本作の全米配給権を獲得したと報じられた。

## 評価
本作に対する批評家の評価は平凡なものに留まっている。映画批評集積サイトのRotten Tomatoesには27件のレビューがあり、批評家支持率は41%、平均点は10点満点で4.83点となっている。また、Metacriticには8件のレビューがあり、加重平均値は53/100となっている。